# Psychotria guanchezii
Psychotria guanchezii là một loài thực vật có hoa trong họ Thiến thảo. Loài này được Steyerm. miêu tả khoa học đầu tiên năm 1987.